# Silvestre Dias Ferraz Júnior
Silvestre Dias Ferraz Júnior (Cristina, 14 de abril de 1851 - Ouro Preto, 1º de fevereiro de 1889) foi um médico e político brasileiro. Foi deputado por diversas legislaturas na Assembleia Provincial de Minas Gerais desde 1876 até sua morte.

## Biografia
Era filho do Coronel Silvestre Dias Ferraz e de sua esposa Ana Leonísia Dias de Castro. Cursou as primeiras letras em sua cidade natal, tendo aos onze anos se transferido junto de sua família para a cidade de São João Del Rei, onde concluiria seus estudos secundários. Tendo se mudado para a Corte, ali ingressou na Faculdade de Medicina do Rio de Janeiro no ano de 1867. Finaliza o curso aos 22 anos em 24 de dezembro de 1873, retornando à sua cidade natal onde abre um consultório médico, exercendo trabalho caritativo entre a população local.
Através da indicação de conterrâneos seus, em dezembro de 1875 o médico lança sua candidatura pelo Partido Liberal para o cargo de deputado na Assembleia Provincial de Minas Gerais, se elegendo no ano seguinte. Dentre suas principais demandas conquistadas junto ao Governo da Província para o sul de Minas Gerais - sua região de atuação -, está a criação e implantação da Estrada de Ferro Sapucaí. Seu projeto foi apresentado à Assembleia que após votação que o aprovou em 12 de outubro de 1887. A obra ligou as cidades de Soledade de Minas, Carmo de Minas, Cristina, Maria da Fé até a cidade de Itajubá, de onde o ramal férreo se estendia até Sapucaí, na divisa com o estado de São Paulo.
Após longo tempo adoecido, veio a falecer por uma lesão cardíaca no dia 1º de fevereiro de 1889 na cidade de Ouro Preto, onde foi sepultado. Aquando sua morte ele ocupava a presidência da Assembleia Provincial. Em 1908 seus restos mortais foram trasladados para sua cidade natal, onde foram depositados em uma cripta anexa à herma erguida em sua homenagem, através de iniciativa tomada por seu irmão Fausto Dias Ferraz.